# Калвин де Хан
Калвин де Хан (енгл. Calvin de Haan — Отава, 9. мај 1991) професионални је канадски хокејаш на леду који игра на позицијама одбрамбеног играча.
Члан је сениорске репрезентације Канаде за коју је на међународној сцени дебитовао на светском првенству 2017. године, када је са Канађанима освојио сребрну медаљу.
Учествовао је на улазном драфту НХЛ лиге 2009. где га је као 12. пика у првој рунди одабрала екипа Њујорк ајландерса. 